# 十勝之丘
42°56′42.4″N 143°19′18.1″E / 42.945111°N 143.321694°E

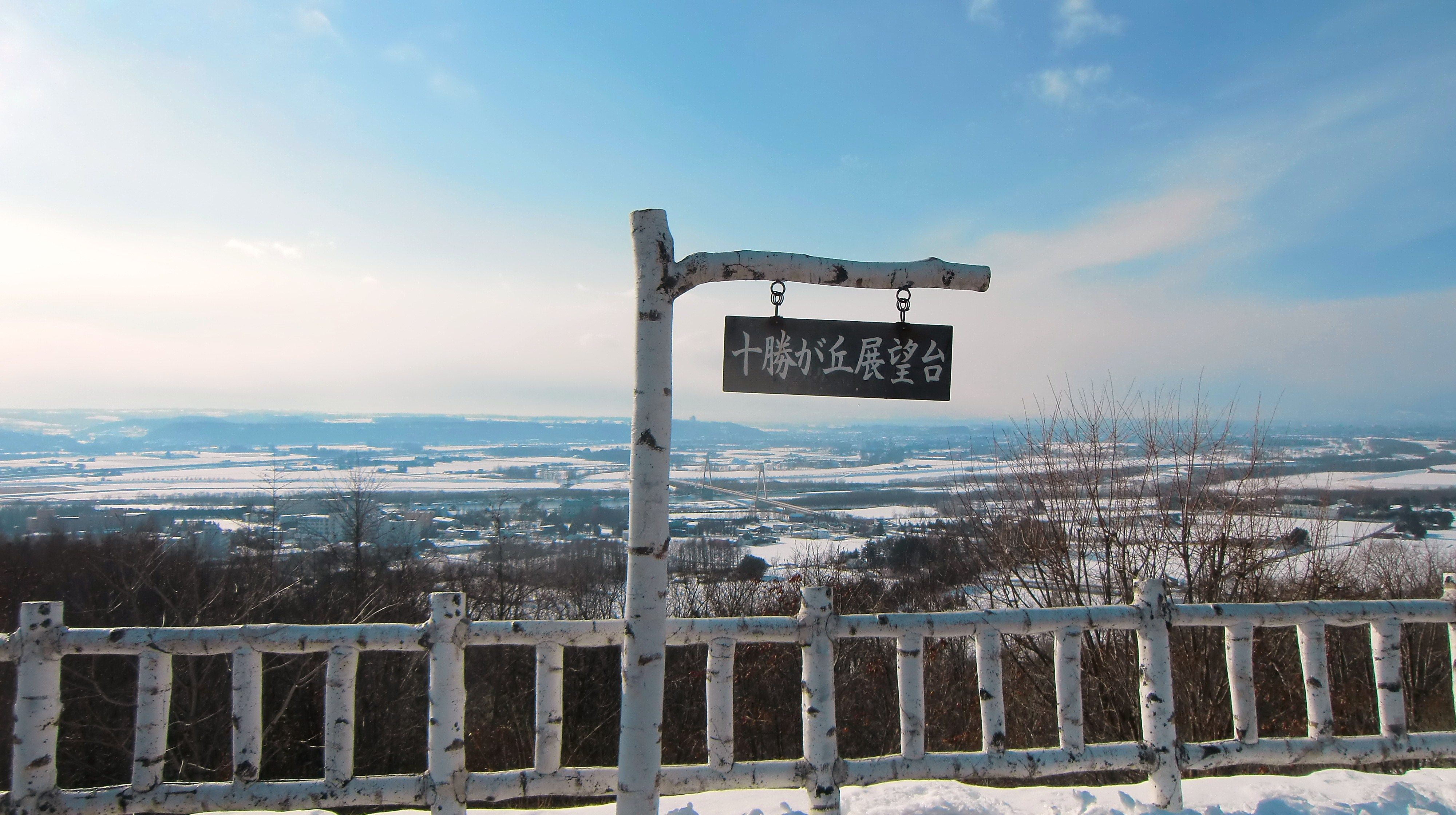
十勝之丘展望台所看到的十勝川溫泉地區

十勝之丘是位於日本北海道河東郡音更町十勝川溫泉北部的一座山丘，在山丘南側設有「十勝之丘展望台」，可以往南俯瞰十勝川溫泉地區及往西遠眺帶廣市區及十勝平原，天氣晴朗時還可以看到日高山脈；展望台下方則設有十勝之丘公園。山丘上還設有負責整個十勝地區的電視信號發設站。